# Амальрік I
Амальрі́к I (лат. Amalricus І; 1136 — 11 липня 1174) — король Єрусалиму (1163—1174). Граф яффський (1151—1167). Представник Анжуйського дому. Народився в Єрусалимі. Син єрусалимського короля Фулько I та королеви Мелісенди, доньки короля Балдуїна II. Зайняв трон після смерті Балдуїна III. Здійснив ряд походів проти Фатимідського халіфату в Єгипті (1163—1169). Уклав і підтримував союз із Візантією проти спільних ворогів — турків-сельджуків і арабів (1167). За його наказом тірський архієпископ Вільгельм написав 23-х томну «Історію» хрестових походів і Єрусалимського королівства. Помер в Єрусалимі від пропасниці. Його трон успадкував син Балдуїн IV, хворий на проказу.

## Імена
- Названий в честь свого двоюрідного діда.
- Амальрі́к (лат. Amalricus, давньофр. Amalric) — в латинських тогочасних документах; Амальріх.
- Амальрі́к I Єрусали́мський — з номером правителя і назвою королівства.
- Амальрі́к I Я́ффський — з номером правителя і назвою графства.
- Аморі́́ (фр. Amaury; грец. Αμωρί, Amorí), або Амері́ (Aimery) — французький варіант імені. У старій історіографії вважалося, що Амальрік (Amalric) і Амері (Aimery) — це варіанти одного і того ж імені, тому власне короля Амальріка (1163—1174) записували Амальріком І, а короля Амері (1197—1205) — Амальріком ІІ. У сучасній історіографії ці два імені вважаються різними і не ототожнюються. Плутанина з іменами королів почалася ще за їхніх сучасників, істориків ХІІІ ст.[6]

## Біографія
Народився в Єрусалимі у 1136 році. Був сином Фулько I та Мелісенди. Здобув ґрунтовну освіту. Знав окрім французької арабську мову та латину. Не відігравав суттєвої політичної ролі за часи правління матері. У 1151 році стає графом Яффи. У протистоянні Мелісенди з Балдуїном III підтримав першу. Тим не менше після поразки матері зберіг свої володіння. До того ж у 1153 році отримав місто Аскалон, яке того року було захоплено його братом Балдуїном III.
Після смерті Балдуїна III 10 лютого 1163 року Амальрік став домагатися Єрусалимського трону. Але йому став на заваді патріарх Фульхерій, який поставив умовою розірвання укладеного в 1157 році шлюбу Амальріка з Агнесою Куртене. Амальрік пішов на це й того ж року був коронованим на короля Єрусалиму. Разом з тим діти від цього шлюбу були визнані законними з правами спадкоємства батькової влади.

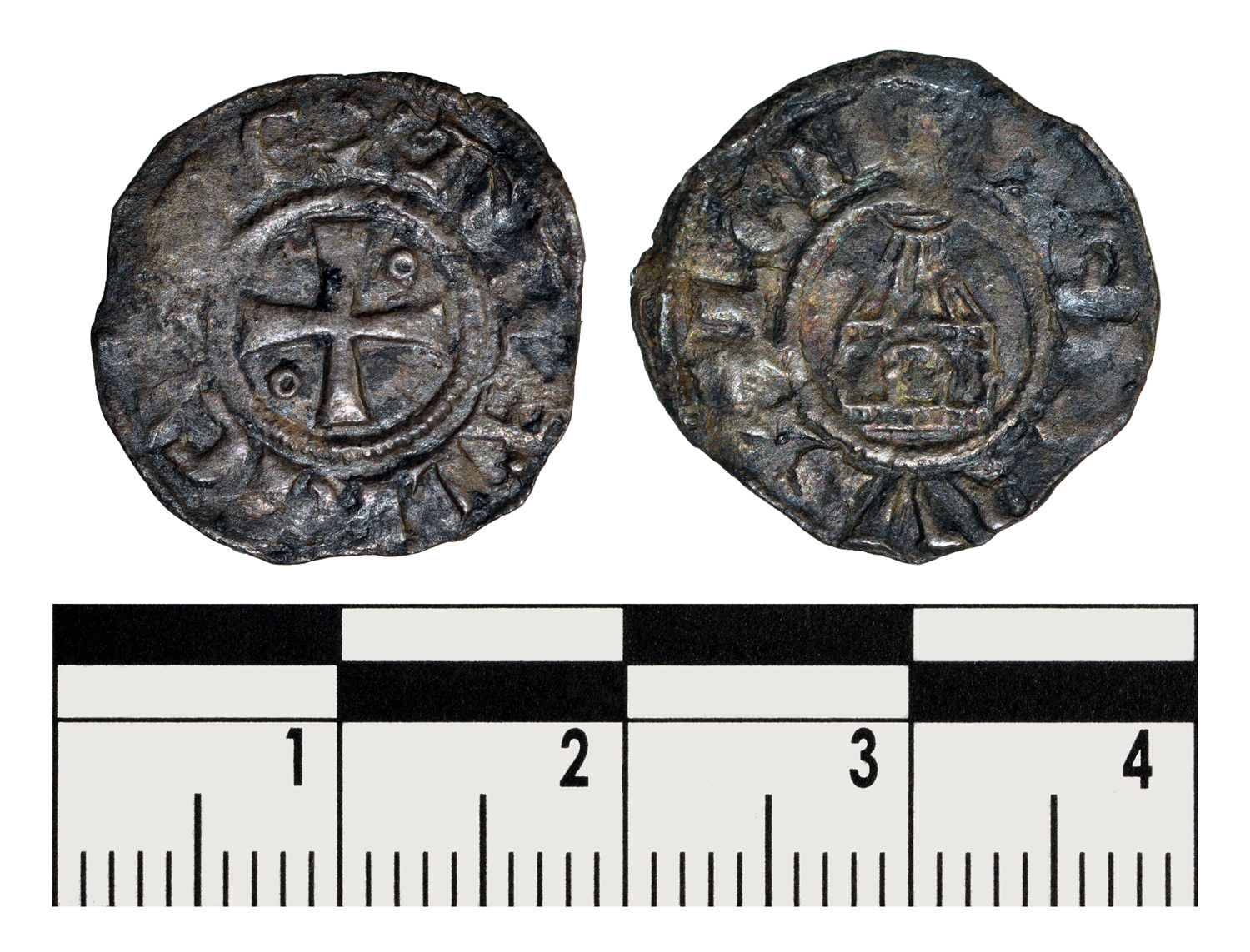
Монета Амальріка

У своїй зовнішній політиці Амальрік I звернув увагу на фатимідський Єгипет, який поринув у чвари. Водночас король намагався налагодити мирні стосунки з Нур-ад-Діном, атабеком Алепо та Дамаску. У 1163 році під приводом несплати Єгиптом щорічної данини Амальрік I вдерся до цієї країни. Король завдав поразки єгиптянам у битвах при Пелусії. Втім, отримавши величезний викуп, повернувся до дому. У 1164 році Амальрік I знову втрутився в єгипетські справи, щоб не дати перемогти просирійській партії. Він розбив командувача сирійським військом Ширкуха в битві при Білбейсі й змусив того відступити з Єгипту. Того ж року став регентом князівства Антіохійського та графства Триполійського, володарі яких потрапили у полон до Нур-ад-Діна. Саме Амальрік I сприяв визволенню Боемунда III Антіохійського та Раймунда III Триполійського з полону. Водночас у 1166 році уклав союзний договір з Візантійською імперією.
У 1167 році розпочалися нові бойові дії в Єгипті. Сюди повернувся Ширкух, а Амальрік закликав на допомогу візир Шавар. Зрештою за допомоги візантійського флоту Амальрік I завдав рішучої поразки Ширкуху біля Олександрії, якою згодом заволодів. Втім король не міг її утримувати, тому відступив до свого королівства. Навзаєм візир Шавар дав Амальріку I величезну суму грошей. У 1168 році він знову вирушив до Єгипту, де зруйнував місто Білбейс та захопив Каїр. Візир Шавр вимушений був відкупитися 2 млн золотих монет. Але після відходу короля з Єгипту сюди прибув з військом Ширкух.
У 1169 році владу в Єгипті захопив Ширкух, який помер того ж року, передавши титул візира Салах-ад-Діну. В цій ситуації Амальрік I вирішив діяти більш рішуче. Він скликав велику коаліцію для підкорення Єгипту, але зазнав невдачі. У 1169 році Амальрік сам вдерся до Єгипту. Втім у боях під Дамієтою не зміг перемогти Салах-ад-Діна й відступив до себе. У 1170 році Салах-ад-Дін у свою чергу захопив важливе портове місто Ейлат, що забезпечувало торговельний зв'язок Єрусалимського королівства з державами уздовж Червоного моря. У відповідь Амальрік I уклав союз з Вільгельмом II, королем Сицилії.
У 1174 році після смерті Нур-ад-Діна Амальрік вдерся до Сирії, взявши в облогу місто Баніас, але не зумів його здобути. На зворотньому шляху захворів на дизентерію і помер в Єрусалимі 11 липня того ж року.

## Сім'я
1.Дружина — Агнес (1133—1184), донька графа Жоселена II Куртене
Діти:
- Сибіла (1159—1190)
- Балдуїн (1161—1185)

2. Дружина — Марія (1154—1217), внучата племінниця Мануїла I Комніна
Дочка:
- Ізабела (1169—1205)

### Родовід
|  |                                       |  |  |  |  |  |  |  |  |  |  |  |  |  |  |  |
|  | 8. Готфрід II, гатинський граф        |  |  |  |  |  |  |  |  |  |  |  |  |  |  |  |
|  |                                       |  |  |  |  |  |  |  |  |  |  |  |  |  |  |  |
|  |                                       |  |  |  |  |  |  |  |  |  |  |  |  |  |  |  |
|  | 4. Фульк IV, анжуйський граф          |  |  |  |  |  |  |  |  |  |  |  |  |  |  |  |
|  |                                       |  |  |  |  |  |  |  |  |  |  |  |  |  |  |  |
|  |                                       |  |  |  |  |  |  |  |  |  |  |  |  |  |  |  |
|  | 9. Ерменгарда, анжуйська графиня      |  |  |  |  |  |  |  |  |  |  |  |  |  |  |  |
|  |                                       |  |  |  |  |  |  |  |  |  |  |  |  |  |  |  |
|  |                                       |  |  |  |  |  |  |  |  |  |  |  |  |  |  |  |
|  | 2. Фульк I, король Єрусалиму          |  |  |  |  |  |  |  |  |  |  |  |  |  |  |  |
|  |                                       |  |  |  |  |  |  |  |  |  |  |  |  |  |  |  |
|  |                                       |  |  |  |  |  |  |  |  |  |  |  |  |  |  |  |
|  | 10. Симон І, монфортський сеньйор     |  |  |  |  |  |  |  |  |  |  |  |  |  |  |  |
|  |                                       |  |  |  |  |  |  |  |  |  |  |  |  |  |  |  |
|  |                                       |  |  |  |  |  |  |  |  |  |  |  |  |  |  |  |
|  | 5. Бертрада, монфортська сеньйорина   |  |  |  |  |  |  |  |  |  |  |  |  |  |  |  |
|  |                                       |  |  |  |  |  |  |  |  |  |  |  |  |  |  |  |
|  |                                       |  |  |  |  |  |  |  |  |  |  |  |  |  |  |  |
|  | 11. Агнеса, еврська графиня           |  |  |  |  |  |  |  |  |  |  |  |  |  |  |  |
|  |                                       |  |  |  |  |  |  |  |  |  |  |  |  |  |  |  |
|  |                                       |  |  |  |  |  |  |  |  |  |  |  |  |  |  |  |
|  | 1. Амальрік I, король Єрусалиму       |  |  |  |  |  |  |  |  |  |  |  |  |  |  |  |
|  |                                       |  |  |  |  |  |  |  |  |  |  |  |  |  |  |  |
|  |                                       |  |  |  |  |  |  |  |  |  |  |  |  |  |  |  |
|  | 12. Гуго І, ретельський граф          |  |  |  |  |  |  |  |  |  |  |  |  |  |  |  |
|  |                                       |  |  |  |  |  |  |  |  |  |  |  |  |  |  |  |
|  |                                       |  |  |  |  |  |  |  |  |  |  |  |  |  |  |  |
|  | 6. Балдуїн II, король Єрусалиму       |  |  |  |  |  |  |  |  |  |  |  |  |  |  |  |
|  |                                       |  |  |  |  |  |  |  |  |  |  |  |  |  |  |  |
|  |                                       |  |  |  |  |  |  |  |  |  |  |  |  |  |  |  |
|  | 13. Мелісенда, монлерлійська графиня  |  |  |  |  |  |  |  |  |  |  |  |  |  |  |  |
|  |                                       |  |  |  |  |  |  |  |  |  |  |  |  |  |  |  |
|  |                                       |  |  |  |  |  |  |  |  |  |  |  |  |  |  |  |
|  | 3. Мелісенда I, єрусалимська принцеса |  |  |  |  |  |  |  |  |  |  |  |  |  |  |  |
|  |                                       |  |  |  |  |  |  |  |  |  |  |  |  |  |  |  |
|  |                                       |  |  |  |  |  |  |  |  |  |  |  |  |  |  |  |
|  | 14. Гавриїл, мелітенський князь       |  |  |  |  |  |  |  |  |  |  |  |  |  |  |  |
|  |                                       |  |  |  |  |  |  |  |  |  |  |  |  |  |  |  |
|  |                                       |  |  |  |  |  |  |  |  |  |  |  |  |  |  |  |
|  | 7. Морфія, мелітенська князівна       |  |  |  |  |  |  |  |  |  |  |  |  |  |  |  |
|  |                                       |  |  |  |  |  |  |  |  |  |  |  |  |  |  |  |
|  |                                       |  |  |  |  |  |  |  |  |  |  |  |  |  |  |  |
|  | 15. невідомо                          |  |  |  |  |  |  |  |  |  |  |  |  |  |  |  |
|  |                                       |  |  |  |  |  |  |  |  |  |  |  |  |  |  |  |
|  |                                       |  |  |  |  |  |  |  |  |  |  |  |  |  |  |  |